# Taulabé (kommun)
Taulabé är en kommun i Honduras.   Den ligger i departementet Departamento de Comayagua, i den västra delen av landet, 110 km nordväst om huvudstaden Tegucigalpa. Antalet invånare är 19 461. Arean är 220 kvadratkilometer.
Terrängen i Taulabé är kuperad västerut, men österut är den bergig.